# Aníbal Quijano

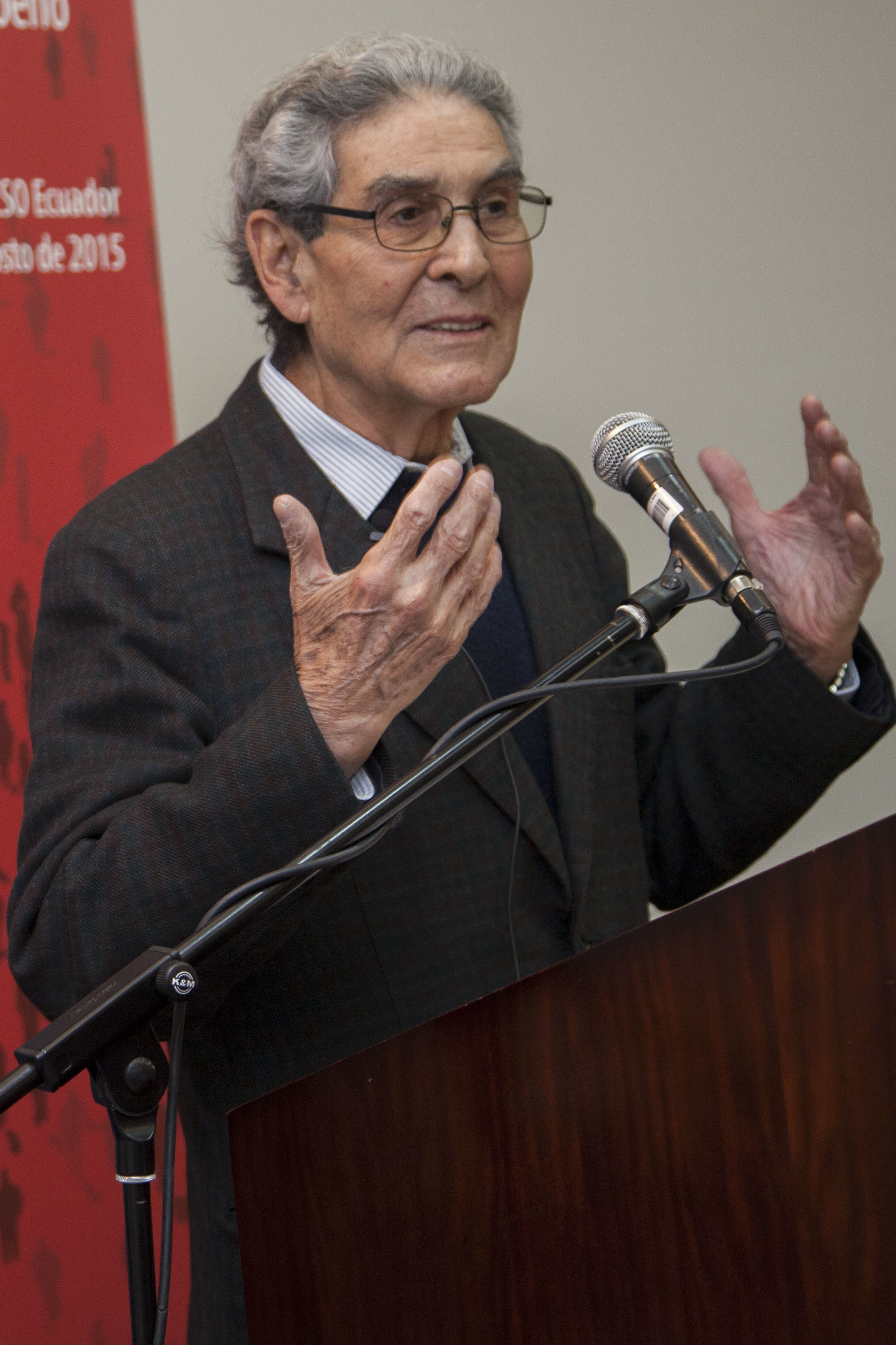
Aníbal Quijano (2015) in Quito

Aníbal Quijano Obregón (* 17. November 1930 in Yanama, Provinz Yungay; † 31. Mai 2018 in Lima) war ein peruanischer Soziologe. Seine Arbeiten über die weltweiten Auswirkungen eurozentrischer Denkmuster führten zu einem Konzept der „Kolonialität der Macht“ (Colonialidad del Poder).

## Leben
Die Schulausbildung schloss Quijano im Colegio Nacional Santa Inés in Yungay ab. Danach begann er in Lima an der Universidad Nacional Mayor de San Marcos (UNMSM) Literatur-, Rechts- und Politikwissenschaften zu studieren; erhielt da einen Bachelor. Seinen Master erlangte er nach der Fortsetzung der Studien an der Facultad Latinoamericana de Ciencias Sociales (FLACSO) in Santiago de Chile, einer UNESCO-Einrichtung in Lateinamerika. 1964 promovierte Quijano an der Facultad de Letras seiner Heimatuniversität, der UNMSM.
Zwischen 1966 und 1971 war Aníbal Quijano in Santiago de Chile als Forschungsdirektor des Programms „Erforschung der Urbanisierung und Ausgrenzung“ in der Abteilung für Sozialordnung der UN-Kommission CEPAL tätig. Im Zentrum der dort vorgenommenen Arbeiten standen Aspekte der Ausgrenzung eines wachsenden Bevölkerungsanteils aus regulären ökonomischen Zusammenhängen. Kritische Betrachtung fanden dabei Handlungsperspektiven des Freihandels, die als Ursache einer rasanten Entwicklung des informellen Sektors in Lateinamerika erkannt wurden und in wechselseitiger Abhängigkeit stehen.
Aníbal Quijano lehrte an der Universidad Nacional Mayor de San Marcos in Lima, dessen sozialwissenschaftliche Bibliothek nach ihm benannt ist. Hier gründet er das Centro de Investigaciones Sociales (portugiesisch Centro de Investigações Sociais, CEIS), ein Forschungsbereich in der Fakultät für Sozialwissenschaften.
Im Jahre 2010 richtete die Universidad Ricardo Palma (Lima) für ihn einen Lehrstuhl mit der Bezeichnung „Lateinamerika und die Kolonialität der Macht“ ein.
Im Verlauf seiner wissenschaftlichen Laufbahn hatte Quijano an mehreren lateinamerikanischen Universitäten Forschungsprofessuren inne und war Gastprofessor an europäischen sowie nordamerikanischen Universitäten. Im Zentrum seines wissenschaftlichen Wirkens standen volkswirtschaftliche Betrachtungen im gesamtgesellschaftlichen Umfeld sowie in Bezug auf soziale Bewegungen. Einen wichtigen Raum nahmen dabei Untersuchungen zum kritischen bzw. konfliktgeladenen Verhältnis zwischen Akteuren eines gesellschaftlichen Wandels und modernen Imperialismusstrukturen sowie damit verbundene Dependenzfaktoren ein. Quijano analysierte die Prozesse auf diesem Gebiet als Vorgänge der Dekolonisation vor dem Hintergrund eurozentrischer Motivlagen.
Im eurozentrischen Anspruch auf die ausschließliche Urheberschaft der Moderne erkennt Quijano eine ethnozentrische Behauptung, die er als provinziell einordnet. Das Weltbild in der Kategorie von Orient-Okzident tritt spät ein und ist nach ihm ein Bestandteil britischer Hegemonie. Als ein Merkmal dieser geographischen Perspektive auf Geschichte und Kultur gilt für ihn beispielhaft die Erschaffung des Nullmeridians mit dem Greenwich-Observatorium in London, und eben nicht in Sevilla oder Venedig.

„Verteidiger des europäischen Anspruchs auf die Moderne berufen sich gewöhnlich auf die kulturelle Geschichte der alten hellenisch-römischen Welt und auf die Welt des Mittelmeers vor der Existenz Amerikas, um ihren exklusiven Anspruch darauf zu legitimieren. An diesem Argument ist kurios, dass es erstens unterschlägt, dass der tatsächlich entwickelte Teil dieser Welt des Mittelmeerraums islamisch-jüdisch war. Zweitens war es in dieser Welt, in der das griechisch-römische Erbe, die Städte, der Handel, die handelsorientierte Landwirtschaft, der Bergbau, das Textilhandwerk, die Philosophie und die Geschichte bewahrt wurden, während das zukünftige Westeuropa von Feudalismus und kulturellem Obskurantismus beherrscht war. [...]“

Der von ihm geprägte Begriff zur „Kolonialität“ umfasst das divergente Machtverhältnis zwischen Kolonisierern und Kolonisierten, das mit dem Kolonialzeitalter begann und nach dessen Ende sich in sozio-ökonomischen Verhältnissen vielgestaltig fortsetzt. Quijano untersuchte in seinen Arbeiten seit 1980 die Verflechtung von sozio-ökonomischen Herrschaftsstrukturen mit kulturellen Beziehungen, wofür er zunächst den Begriff „kulturelle Kolonialität“ prägte. Analogien bestehen zu den Arbeiten von Walter Mignolo und Enrique Dussel, sowie weiteren Teilnehmern an der lateinamerikanischen Forschungsgruppe Modernidad/Colonialidad (M/C). Aus diesem Kreis erfährt sein Konzept der Kolonialität der Macht inzwischen differenzierte Anwendungen, so auf den Ebenen „Kolonialität des Wissens“ (Edgardo Lander) und „Kolonialität des Seins“ (Nelson Maldonado-Torres).
Quijano vertrat die Auffassung, dass die Entwicklung Westeuropas zum Zentrum des modernen Weltsystems in einen einflussreichen Ethnozentrismus mündete, der allgemein ein gemeinsames Wesensmerkmal jeglicher kolonialer bzw. imperialer Herrschaften sei. Dabei ging er mit diesbezüglichen Erkenntnissen von Immanuel Wallerstein konform. Essentiell liege dem europäischen Ethnozentrismus eine „rassialisierte“ Klassifizierung der Weltbevölkerung zu Grunde und sie diene zu dessen universeller Rechtfertigung. Aus dieser Sicht beinhalte das europäische Selbstverständnis in seinen ökonomischen und kulturellen Machtmustern die Eigenwahrnehmung, wonach Europäer sich anderen Bevölkerungsgruppen nicht nur überlegen fühlen, sondern von einer naturgegebenen Überlegenheit ausgehen.
Auf der Basis einer solchen ethnozentrischen Perspektive seien nach Quijano die Begriffsinhalte von Modernität und Rationalität ausschließlich durch europäische Erfahrungen und Erzeugnisse vorgegeben. Daraus entwickelten sich wechselseitig verschränkte und kodifizierte Fiktionen bezüglich der intersubjektiven und kulturellen Beziehungen, etwa wie die antigonalen Begriffsgruppen Orient-Okzident, primitiv-zivilisiert, irrational-rational, mythisch-wissenschaftlich, traditionell-modern, also ganz abstrakt die Konstruktion Europa versus Nicht-Europa. Letztendlich führe seiner Erkenntnis nach die menschliche Zivilisationsgeschichte aus einem frühen Naturzustand in die höchste erreichte gesellschaftliche Qualität, die sich zum Mythos „Europa“ imaginierte. Dieser Mythos verkörpere eine hegemoniale Wissensperspektive mit weltweiter Wirkung, ein Kernelement des Eurozentrismus.
Unter feministischem Gesichtspunkt wurde jedoch kritisiert, dass Quijanos Analyse der Ideologie des globalen eurozentrischen Kapitalismus nicht weit genug gehe.
Quijano gründete und leitete zwischen 1972 und 1983 als Herausgeber die Zeitschrift Sociedad y Política, deren Erscheinungsort Lima war.

## Akademische Ehrungen
- Dr. h. c., Universidad Central de Venezuela, Caracas in Venezuela, Juni 1993.[19]
- Dr. h. c., Universidad Ricardo Palma, Santiago de Surco (Lima) in Peru, 2009.[20]
- Dr. h. c., Universidad de Guadalajara, Guadalajara in Mexiko, 23. Juni 2011.[21]
- Dr. h. c., Universidad de Costa Rica, San José in Costa Rica 1. Dezember 2015.[22][23]

## Ausgewählte Arbeiten
- Urbanización y tendencias de cambio en la sociedad rural en Latinoamérica. In: Instituto de estudios peruanos (Lima). Documentos teóricos, 5, Lima 1967 (online auf www.repositorio.iep.org.pe).
- Nationalism & capitalism in Peru: a study in neo-imperialism. Monthly Review Press, New York 1971 (3. Aufl.), ISBN 0-85345-246-6.
- Nationalism & capitalism in Peru; a study in neo-imperialism. Monthly Review Press, New York 1971 (Übersetzung ins Englische von Helen R. Lane).
- Problema agrario y movimientos campesinos. Lima 1971.
- Dependencia, urbanizacion y cambio social en América Latina. Lima 1977.
- Dominación y Cultura – Lo cholo y el conflicto cultural en el Perú. Lima 1980.
- Modernidad, ifentidad y utopía en América Latina. Lima 1988.
- Colonialidad del poder, eurocentrismo y América Latina. In: Edgardo Lander (Hrsg.): La colonialidad del saber: eurocentrismo y ciencias sociales. Perspectivas latinoamericanas. Buenos Aires 2000, S. 201–246.
- Des/colonialidad y bien vivir: un nuevo debate en América Latina. Lima 2014, ISBN 978-612-4234-13-2.
- Cuestiones y horizontes. De la dependencia histórico-estructural a la colonialidad/descolonialidad del poder. Consejo Latinoamericano de Ciencias Sociales (CLACSO), Buenos Aires / Lima 2014, ISBN 978-987-722-018-6. (Online-Ausgabe 2020)
- Kolonialität der Macht, Eurozentrismus und Lateinamerika. Turia + Kant, Wien, Berlin 2016, ISBN 978-3-85132-821-9. (Übersetzung ins Deutsche von Alke Jenss und Stefan Pimmer).

## Weiterführende Literatur
- Pablo Quintero, Sebastian Garbe (Hrsg.): Kolonialität der Macht. De/Koloniale Konflikte: zwischen Theorie und Praxis. Unrast Verlag, Münster 2013 (1. Aufl.)